# Cmentarz wojenny nr 373 – Wiśniowa
Cmentarz wojenny nr 373 – Wiśniowa – austriacki cmentarz wojenny z okresu I wojny światowej wybudowany przez Oddział Grobów Wojennych C. i K. Komendantury Wojskowej w Krakowie i znajdujący się na terenie jego okręgu X Limanowa.

## Opis
Żołnierzy obydwu walczących stron, poległych w dniach 3–6 grudnia 1914 r., w bitwie w dolinie Krzyworzeki, w początkowej fazie operacji łapanowsko-limanowskiej, chowano w miejscu, gdzie zginęli. Dopiero w 1916 r, na wschodnim stoku wzgórza Dziadkówka, zbudowano cmentarz i złożono na nim prochy żołnierzy ekshumowane z przypadkowych miejsc pochówku.
Nekropolia znajduje się w południowej części miejscowości Wiśniowa, w przysiółku Jurkówka, na skraju niewielkiego lasu, na stoku wzgórza nad drogą wojewódzką nr 964 prowadzącą do Kasiny Wielkiej, ok. 600 m na zachód od cmentarza wojennego nr 374.
Pochowano na nim 29 żołnierzy austro-węgierskich oraz 10 żołnierzy rosyjskich.
Cmentarz, obecnie wpisany do rejestru zabytków, projektował Gustaw Ludwig.

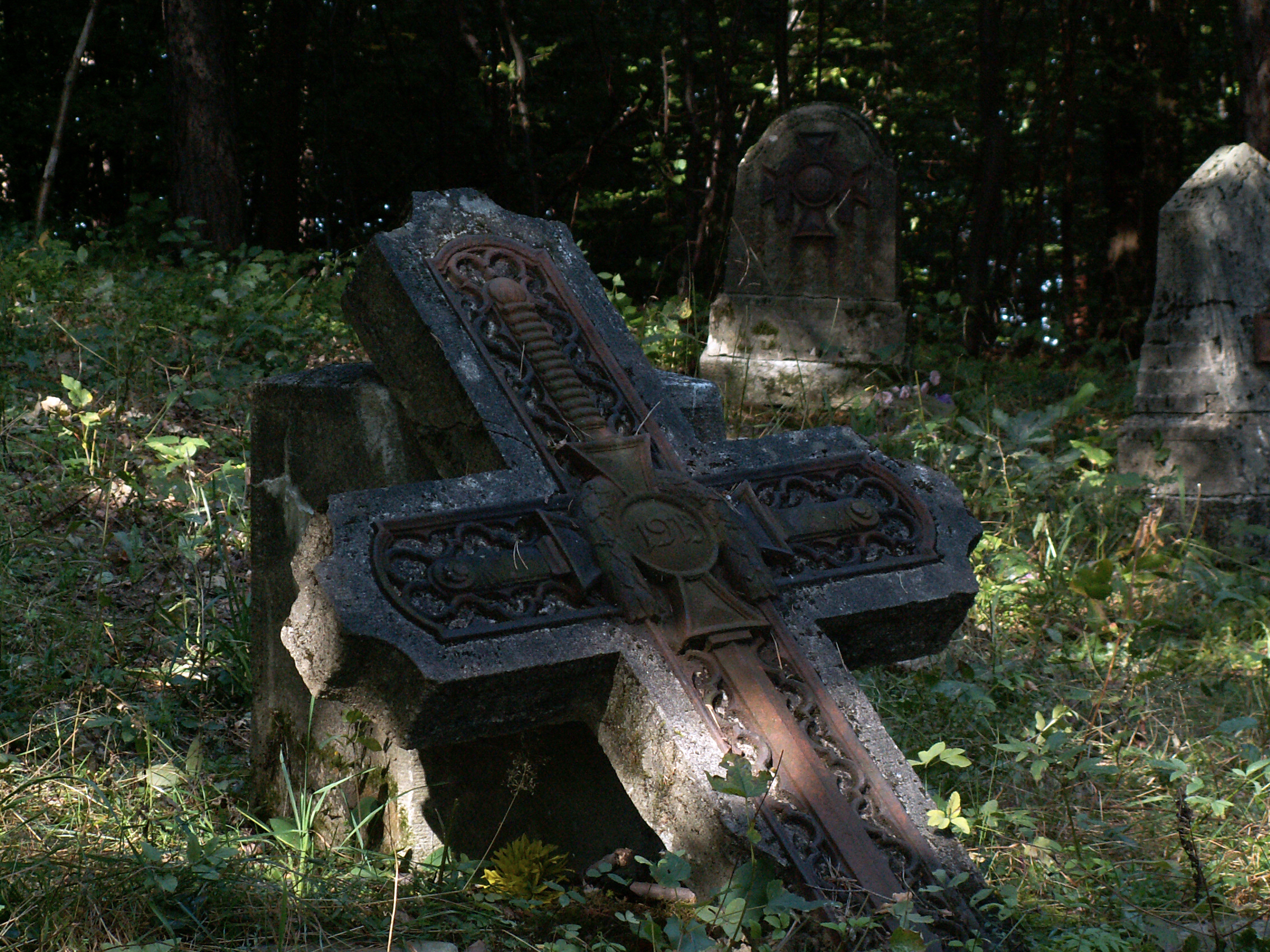
Krzyż z pomnika centralnego.
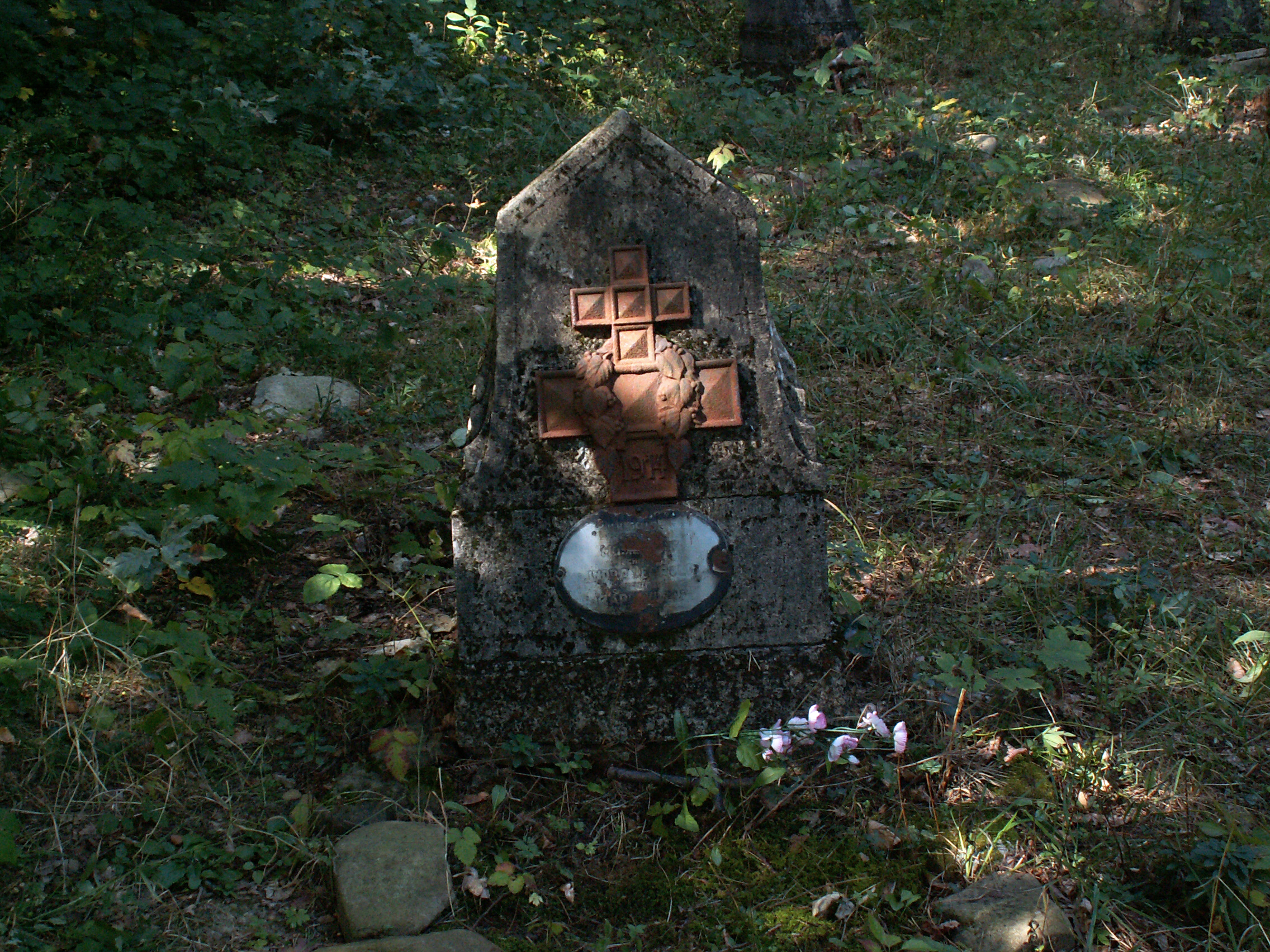
Grób żołnierzy c.k. Armii.